# Alex Kurtzman
Alex Kurtzman (* 7. září 1973 Los Angeles) je americký filmový a televizní scenárista, producent a režisér.

## Biografie
Pochází z židovské rodiny. Na střední škole se seznámil s Robertem Orcim, který se následně stal jeho dlouholetým pracovním partnerem. Ve dvojici s Orcim začal v roce 1997 psát scénáře pro televizní seriály Herkules a Xena, v nichž působili, i jako producenti, do roku 2000. V roce 2000 se věnovali seriálu Všeuměl, následně poprvé spolupracovali s J. J. Abramsem na jeho seriálu Alias. V roce 2005 napsali scénáře pro snímek Michaela Baye Ostrov a Campbellovu Legendu o Zorrovi. V dalších letech opět spolupracovali s Abramsem (filmy Mission: Impossible III, Star Trek a Star Trek: Do temnoty) a Bayem (filmy Transformers a Transformers: Pomsta poražených), napsali také scénář pro snímky Kovbojové a vetřelci a Amazing Spider-Man 2. S Orcim je spoluautorem seriálů Hranice nemožného (2008–2013), Hawaii 5-0 (od 2010) a Ospalá díra (2013–2017). V roce 2012 Kurtzman napsal a natočil film Lidé jako my, který je jeho celovečerním režijním debutem. Společně s Bryanem Fullerem vytvořil v roce 2017 seriál Star Trek: Discovery a v roce 2018 seriál Star Trek: Short Treks. Roku 2018 podepsal s televizí CBS pětiletou smlouvu, podle níž se má věnovat rozvoji celé série Star Trek. Je rovněž spolutvůrcem seriálu Star Trek: Picard (2020).

## Režijní filmografie
- Lidé jako my (2012)
- Mumie (2017)